# Gråmåge
Gråmågen (Larus hyperboreus) er en fugleart i familien mågefugle, der er udbredt cirkumpolart i de arktiske egne. Den forekommer for eksempel omkring Grønlands kyster. Arten er på størrelse med svartbagen med et vingefang på cirka 150 centimeter, men er meget lysere uden sorte vingespidser.

## Gråmåge og hvidvinget måge
Gråmågen ligner meget hvidvinget måge, men er større. Ungfugle i deres første vinterdragt kendes fra hvidvinget måge på, at gråmågen har lyserødt næb med skarpt afsat sort spids.